# Владимирец (Ровненская область)
Владимире́ц (укр. Володимирець) — поселок в Варашском районе Ровненской области Украины. Административный центр Владимирецкой поселковой общины.

## История
Являлся селением Волынского воеводства Речи Посполитой.
В 1795 году вошёл в состав Российской империи и стал волостным центром Луцкого уезда Волынской губернии. В 1870 году здесь насчитывалось 149 домов и 1083 жителя.

### 1918—1991
В ноябре 1917 года здесь была установлена Советская власть, однако уже в феврале 1918 года поселение оккупировали австро-немецкие войска, которые оставались здесь до ноября 1918 года. В дальнейшем селение оказалось в зоне боевых действий гражданской войны. В ходе советско-польской войны Владимирец заняли польские войска и в 1921—1939 гг. он был центром гмины Волынского воеводства Польши, в сентябре 1939 года вошёл в состав СССР и стал районным центром Ровенской области УССР.
После начала Великой Отечественной войны 3 июля 1941 года Владимирец был оккупирован наступавшими немецкими войсками. За период оккупации нацисты расстреляли в Владимирце около двух тысяч человек, сожгли и разрушили десятки домов, десятки людей вывезли на принудительные работы в Германию.
7 февраля 1943 года сотня УПА под командованием Григория Перегиняка атаковала посёлок и разгромила немецко-полицейский гарнизон. Владимирец ещё раз стал целью атаки УПА 8 августа 1943. Главное острие атаки на сей раз было направлено против польского населения, которые получив предупреждение от благожелательных националистов, успели занять оборону в церкви святого Юзефа. К счастью для поляков, в тот момент во Владимирец прибыла немецкая подмога, что заставило УПА отказаться от дальнейшего штурма и отступить.
13 января 1944 года советское партизанское соединение А. Н. Сабурова заняло райцентр и удерживало его до подхода советских войск.
В ночь с 23 на 24 февраля 1944 года на Владимирец уже третий раз напал отряд УПА. Около 400 националистов окружили здание райотдела НКВД. УПА призвала изначально бросить оружие, а потом открыла огонь. Бой длился 2,5 часа, не сумев взять здание штурмом, партизаны отступили. Советы потеряли четырёх убитых и семь раненых. Среди погибших были, среди прочего, командир взвода истребительного батальона Самицкий
В 1957 году Владимирец получил статус посёлка городского типа, здесь началось издание районной газеты.
В 1969 году численность населения составляла 4,6 тыс. человек, здесь действовали крахмалопаточный комбинат, кирпичный завод и лугомелиоративная станция.

### После 1991
В мае 1995 года Кабинет министров Украины утвердил решение о приватизации находившихся здесь завода «Ситал», дорожно-строительной организации и райсельхозхимии, в июле 1995 года было утверждено решение о приватизации молокозавода и льнозавода.
В ходе административно-территориальной реформы в Украине, в 2020 году Владимирецкий район был упразднён, а посёлок стал административным центром Владимирецкой поселковой общины Варашского района.

## Население
В январе 1959 года численность населения составляла 3 124 человека.
В январе 1989 года численность населения составляла 8395 человек.
По состоянию на 1 января 2024 года численность населения составляла 8699 человек.

### Языковой состав
Родной язык населения по данным переписи 2001 года:
| Язык       | Численность, чел. | Доля     |
| ---------- | ----------------- | -------- |
| Украинский | 8 630             | 99,21 %  |
| Другие     | 69                | 0,79 %   |
| Итого      | 8 699             | 100,00 % |

## Транспорт
Посёлок находится в 18 км от ближайшей железнодорожной станции Антоновка.